# Почти застрашен вид
Почти застрашен вид (на английски: Near Threatened, NT) е природозащитен статус, даван на видове или ниски таксони, за които се смята, че може да бъдат застрашени от изчезване в бъдеще, макар и понастоящем да не са със застрашен статут. Затова МСЗП препоръчва на статуса „почти застрашен“ на определени интервали от време.